# Macromitrium prolongatum
Macromitrium prolongatum är en bladmossart som beskrevs av Mitten 1891. Macromitrium prolongatum ingår i släktet Macromitrium och familjen Orthotrichaceae. Inga underarter finns listade i Catalogue of Life.